# Microserica lucens
Microserica lucens är en skalbaggsart som beskrevs av Ahrens och Fabrizi 2009. Microserica lucens ingår i släktet Microserica och familjen Melolonthidae. Inga underarter finns listade i Catalogue of Life.